# Каннский кинофестиваль 2025
78-й Каннский международный кинофестиваль проходил в городе Канны во Франции с 13 по 24 мая 2025 года. Председателем жюри была Жюльет Бинош. Это последний фестиваль при президенте Айрис Кноблох.
Главный приз «Золотую пальмовую ветвь» получил фильм «Простая случайность» иранского режиссёра Джафара Панахи.

## Подготовка к фестивалю
В июне 2024 года стало известно время проведения 78-го Каннского кинофестиваля: с 13 по 24 мая 2025 года. 4 февраля 2025 года стало известно, что председателем жюри будет актриса Жюльет Бинош.
18 марта был опубликован плакат программы «Двухнедельник режиссёров», на котором оставил свою подпись американский режиссёр и актёр Хармони Корин. 19 марта стало известно, что пресс-конференция, на которой будет объявлена программа фестиваля, состоится 10 апреля. 26 марта организаторы объявили, что ведущим фестиваля в этом году станет Лоран Лафит, уже занимавший эту должность в 2016 году. 1 апреля появилась информация о том, что американский кинематографист Тодд Хейнс получит в рамках «Двухнедельника режиссёров» премию «Золотая карета». Как стало известно 7 апреля, американский актёр Роберт Де Ниро, председатель жюри фестиваля в 2011 году, получит «Почётную Золотую пальмовую ветвь» за вклад в кинематограф, а председателем жюри в программе «Квир-пальма» станет французский кинематографист Кристоф Оноре.
8 апреля 2025 года стало известно название первого фильма, который будет показан на фестивале, — премьера боевика «Миссия невыполнима: Финальная расплата» Кристофера Маккуорри состоится вне конкурса. 9 апреля, за день до объявления конкурсной программы, стало известно, что испанский кинематографист Родриго Сорогойен станет председателем жюри в рамках программы «Неделя критики».
14 апреля были объявлены названия фильмов, участвующих в программе «Неделя критики», а 15 апреля — фильмов, которые войдут в программу «Двухнедельник режиссёров».
18 апреля стало известно, что итальянская кинематографистка Аличе Рорвахер стала председателем жюри программы «Золотая камера». 21 апреля в сети появилась афиша фестиваля, представляющая собой два кадра из фильма «Мужчина и женщина» режиссёра Клода Лелуша, получившего «Золотую пальмовую ветвь» в 1966 году. 22 апреля французская актриса Жюли Гайе стала председателем жюри в категории «Золотой глаз».

## Жюри
Основной конкурс
- Жюльет Бинош, актриса ( Франция) — председатель[5]

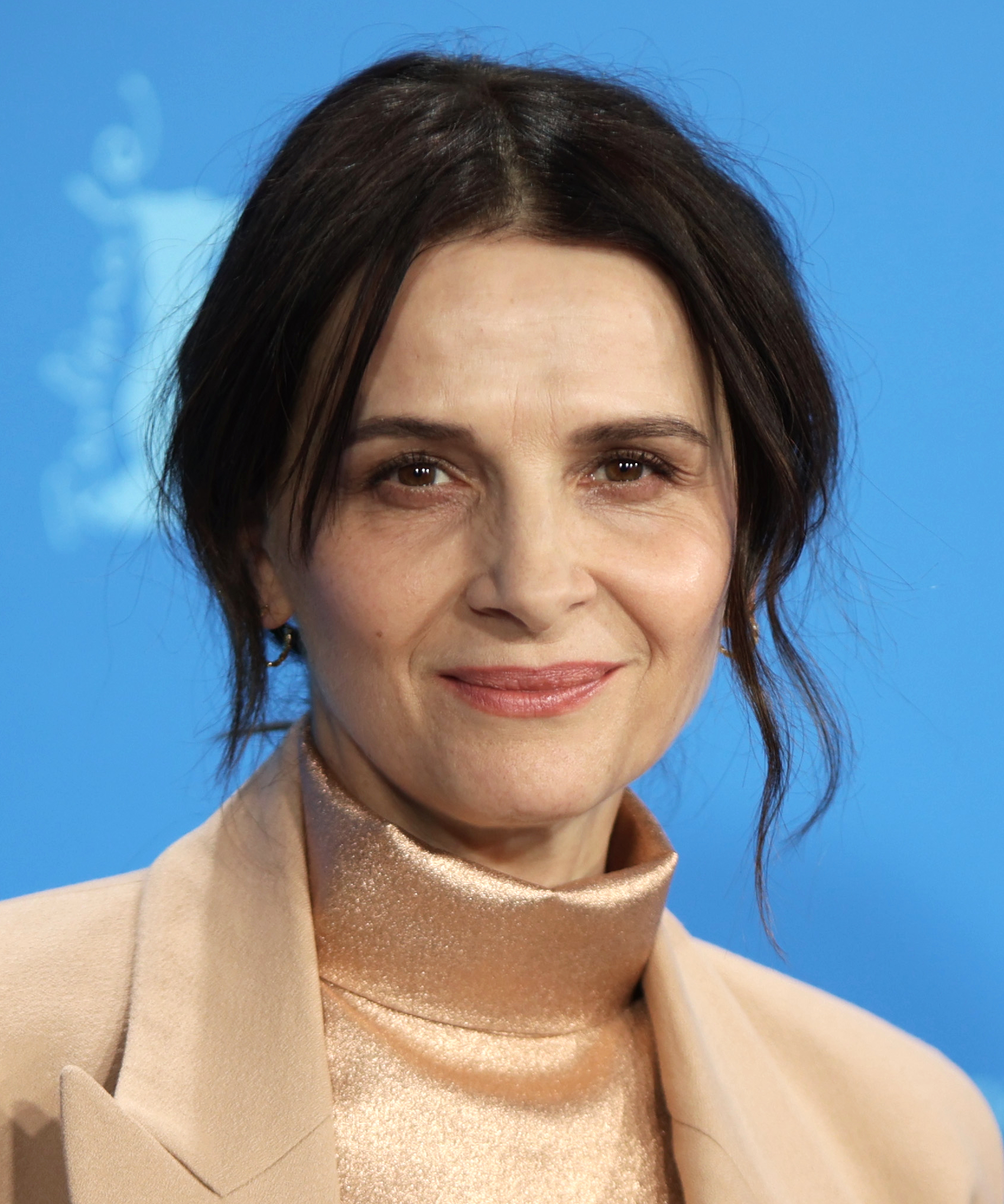
Жюльет Бинош, председатель жюри основного конкурса

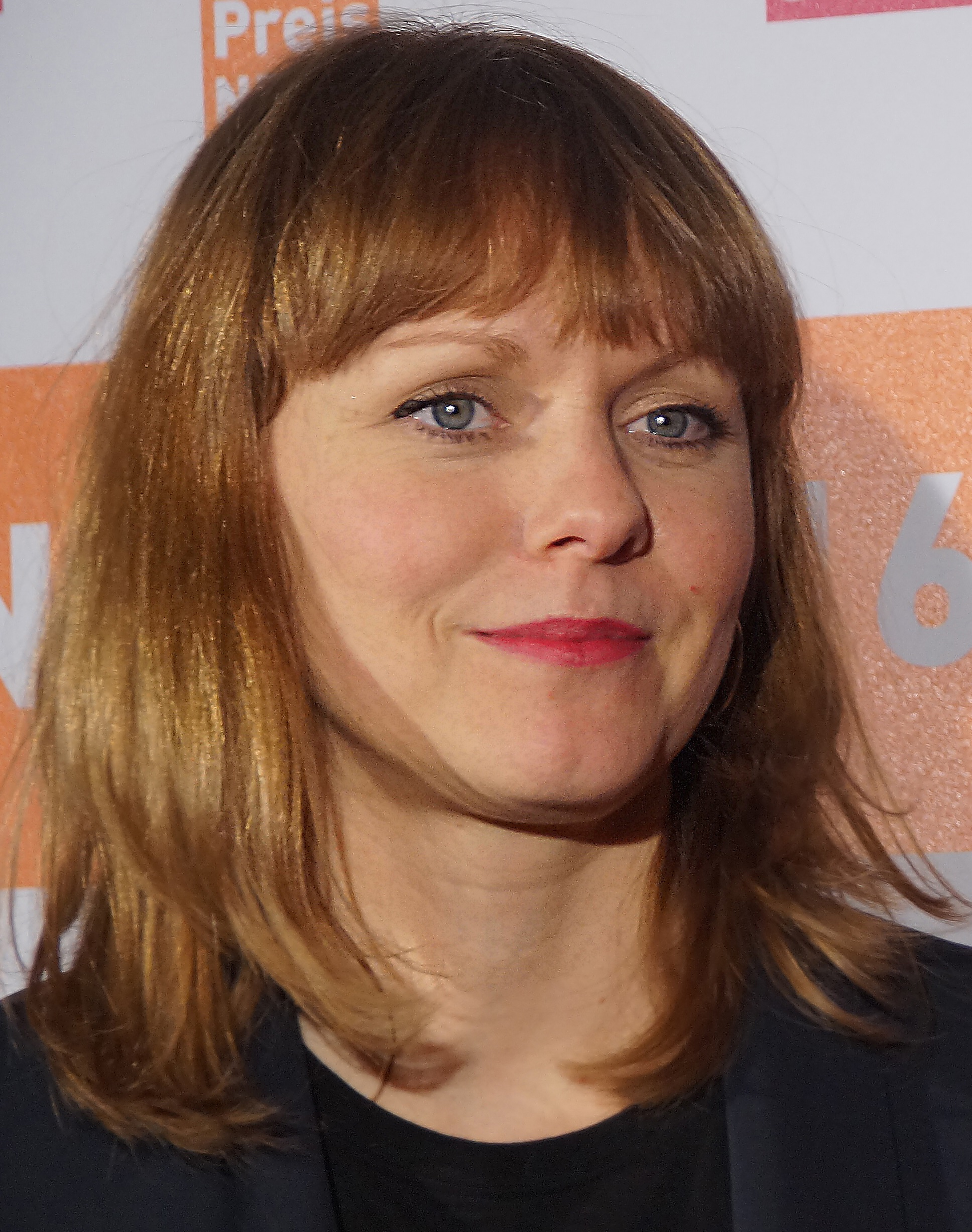
Марен Аде, председатель жюри программы Cinefondation и конкурса короткометражных фильмов

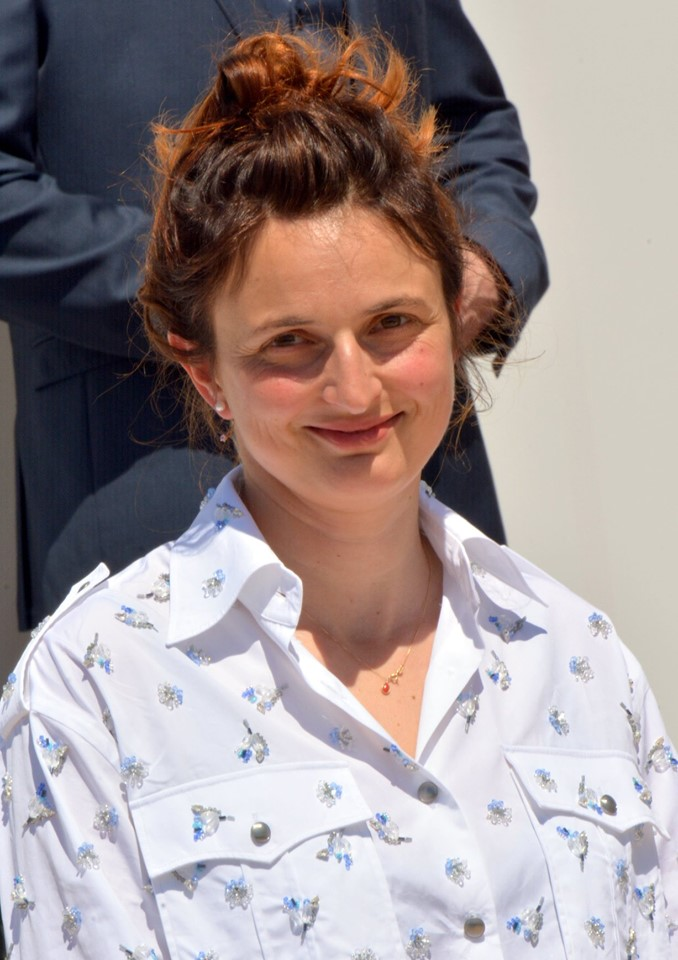
Аличе Рорвахер, председатель жюри программы «Золотая камера»

- Хэлли Берри, актриса и кинематографист ( США)[19]
- Дьёдо Амади[англ.], кинематографист и продюсер ( ДР Конго)
- Паял Кападиа, кинематографист ( Индия)
- Карлос Рейгадас, кинематографист ( Мексика)
- Альба Рорвахер, актриса ( Италия)
- Хон Сансу, кинематографист ( Республика Корея)
- Лейла Слимани, сценарист ( Марокко)
- Джереми Стронг, актёр ( США)

«Особый взгляд»
- Молли Мэннинг Уокер[англ.], кинематографист и кинооператор ( Великобритания) — председатель[20]
- Науэль Перес Бискаярт, актёр ( Аргентина)
- Луиз Курвуазье[фр.], кинематографист ( Франция,  Швейцария)
- Ваня Калуджерчич, кинопрограммист и директор Роттердамского кинофестиваля ( Хорватия)
- Роберто Минервини[англ.], кинематографист, продюсер и сценарист ( Италия)

Cinefondation и конкурс короткометражных фильмов
- Марен Аде, кинематографист и продюсер ( Германия) — председатель[21]
- Хосе Мария Прадо Гарсиа, продюсер и кинооператор, бывший директор Испанской фильмотеки[англ.] ( Испания)
- Рейнальдо Маркус Грин[англ.], кинематографист и продюсер ( США)
- Камелия Жордана, актриса, певица и автор песен ( Франция)
- Небойша Слиепчевич[англ.], кинематографист ( Хорватия)

«Золотая камера»
- Аличе Рорвахер, кинематографист ( Италия) — председатель[16]
- Рашид Хами[фр.], кинематографист и актёр ( Алжир,  Франция)
- Фредерик Мерсье, кинокритик ( Франция)
- Жеральдин Накаш[фр.], кинематографист и актриса ( Франция)
- Томассо Вергалло, директор Noir Lumière ( Франция)
- Паскаль Марен, кинооператор ( Франция)

Конкурс иммерсивного кино
- Люк Жаке[фр.], кинематографист ( Франция) — председатель[22]
- Лори Андерсон, певица ( США)
- Таня де Монтень[фр.], сценарист ( Франция)
- Марта Файнс, кинематографист ( Великобритания)
- Тэцуя Мидзугути[яп.], разработчик компьютерных игр ( Япония)

«Неделя критики»
- Родриго Сорогойен[англ.], кинематографист ( Испания) — председатель[13]
- Джихан Бугрин, журналист ( Марокко)
- Жозе Деэ[англ.], кинооператор ( Франция,  Канада)
- Юлиа Эвина Бхара[англ.], продюсер ( Индонезия)
- Дэниел Калуя, актёр и кинематографист ( Великобритания)

«Золотой глаз»
- Жюли Гайе, актриса и продюсер ( Франция) — председатель[18]
- Кармен Кастильо[англ.], кинематографистка ( Чили)
- Жюльет Фаврёль Рено, продюсер ( Франция)
- Фредерик Мер[англ.], кинооператор ( Франция,  Канада)
- Марк Зинга[англ.], актёр ( Бельгия,  ДР Конго)

«Квир-пальма»
- Кристоф Оноре, кинематографист ( Франция) — председатель[11]
- Марселу Каэтану[англ.], кинематографист ( Бразилия)[23]
- Фарида Гбадамоси, кинопрограммист ( США)
- Леони Перне[фр.], композитор и певец ( Франция)
- Тиме Зоппе, журналист ( Франция)

## Программа

### Основной конкурс
| Победители выделены отдельным цветом |

В основном конкурсе будут участвовать следующие фильмы:
| Название                 | Оригинальное название  | Режиссёр               | Страна                                                          |
| ------------------------ | ---------------------- | ---------------------- | --------------------------------------------------------------- |
| Альфа (QP)               | Alpha                  | Жюлия Дюкурно          | Франция · Бельгия                                               |
| Воскрешение              | 狂野时代               | Би Гань                | Китай · Франция                                                 |
| Гений                    | The Mastermind         | Келли Райхардт         | США · Великобритания                                            |
| Два прокурора            | Два прокурора          | Сергей Лозница         | Латвия · Франция · Германия · Нидерланды · Румыния · Литва      |
| Досье 137                | Dossier 137            | Доминик Молль          | Франция                                                         |
| Женщина и ребёнок        | زن و بچه               | Саид Рустаи            | Иран                                                            |
| Звук падения             | In die Sonne schauen   | Маша Шилински          | Германия                                                        |
| История звука (QP)       | The History of Sound   | Оливер Херманус        | Великобритания · США                                            |
| Младшая Дерньер (QP)     | La Petite Dernière     | Афсиа Эрзи             | Франция · Германия                                              |
| Молодые матери           | Jeunes Mères           | Жан-Пьер и Люк Дарденн | Бельгия                                                         |
| Новая волна              | Nouvelle Vague         | Ричард Линклейтер      | Франция                                                         |
| Орлы Республики          | Eagles of the Republic | Тарик Салех            | Швеция · Франция · Дания · Финляндия                            |
| Простая случайность      | یک تصادف ساده          | Джафар Панахи          | Иран · Франция                                                  |
| Ренуар                   | ルノワール             | Тиэ Хаякава            | Япония · Франция · Сингапур · Филиппины · Индонезия             |
| Ромерия                  | Romería                | Карла Симон            | Испания · Германия                                              |
| Секретный агент          | O Agente Secreto       | Клебер Мендонса Фильо  | Бразилия · Франция                                              |
| Сентиментальная ценность | Affeksjonsverdi        | Йоаким Триер           | Норвегия · Франция · Германия · Дания · Швеция · Великобритания |
| Сират                    | Sirat                  | Оливер Лаше            | Испания · Франция                                               |
| Умри, моя любовь         | Die, My Love           | Линн Рэмси             | США                                                             |
| Финикийская схема        | The Phoenician Scheme  | Уэс Андерсон           | США · Германия                                                  |
| Фуори                    | Fuori                  | Марио Мартоне          | Италия · Франция                                                |
| Эддингтон                | Eddington              | Ари Астер              | США                                                             |

(QP) обозначает фильмы, участвующие в конкурсе «Квир-пальмы».

### «Особый взгляд»
Следующие фильмы будут участвовать в программе «Особый взгляд»:
| Название                                  | Оригинальное название             | Режиссёр                              | Страна                                       |
| ----------------------------------------- | --------------------------------- | ------------------------------------- | -------------------------------------------- |
| Айша не может улететь (CdO)               | عائشة لم تعد قادرة على الطيران    | Морад Мостафа                         | Египет · Катар · Тунис                       |
| Беспризорник (CdO)                        | Urchin                            | Харрис Дикинсон                       | Великобритания                               |
| Большая арка                              | L’inconnu de la Grande Arche      | Стефан Демустье                       | Франция                                      |
| Великая Элеонор (CdO)                     | Eleanor the Great                 | Скарлетт Йоханссон                    | США                                          |
| Города на равнине                         | Le città di pianura               | Франческо Соссаи                      | Италия                                       |
| Домосед                                   | Homebound                         | Нирадж Гхайван                        | Индия                                        |
| Караван (CdO)                             | Karavan                           | Зузана Шпидлова                       | Чехия · Словакия · Италия                    |
| Люби меня нежно (QP)                      | Love Me Tender                    | Анна Казенав Камбе                    | Франция                                      |
| Метеоры                                   | Météors                           | Юбер Шарюэль                          | Франция                                      |
| Обещанное небо (фильм открытия программы) | Promis le ciel                    | Эриг Сеири                            | Тунис · Франция · Нидерланды · Катар         |
| Однажды в Газе                            | Once Upon a Time in Gaza          | Тарзан и Араб Нассеры                 | Государство Палестина · Франция · Португалия |
| Орёл или решка                            | Testa o croce?                    | Маттео Дзоппис и Алессио Риго де Риги | Италия · США                                 |
| Поэт                                      | Un Poeta                          | Симон Меса Сото                       | Колумбия · Германия · Швеция                 |
| Седло (CdO) (QP)                          | Pillion                           | Гарри Лайтон                          | Великобритания · Ирландия                    |
| Смех и нож (QP)                           | O Riso e a Faca                   | Педро Пиньо                           | Португалия                                   |
| Таинственный взгляд фламинго (CdO) (QP)   | La misteriosa mirada del flamenco | Диего Сеспедес                        | Чили                                         |
| Там, где в дымке холмы                    | 遠い山なみの光                    | Кэй Исикава                           | Япония · Великобритания · Польша             |
| Тень моего отца (CdO)                     | My Father’s Shadow                | Акинола Дэвис                         | Великобритания · Ирландия · Нигерия          |
| Хронология воды (CdO)                     | The Chronology of Water           | Кристен Стюарт                        | Франция · Великобритания · США               |
| Чума (CdO)                                | The Plague                        | Чарли Полинджер                       | Австралия · США                              |

(CdO) обозначает дебютные фильмы режиссёров, участвующие в конкурсе «Золотая камера».
(QP) обозначает фильмы, участвующие в конкурсе «Квир-пальмы».

### Вне конкурса
Для показа вне конкурса были отобраны следующие фильмы:
| Название                                        | Оригинальное название                     | Режиссёр             | Страна               |
| ----------------------------------------------- | ----------------------------------------- | -------------------- | -------------------- |
| 13 дней, 13 ночей                               | 13 jours, 13 nuits                        | Мартен Бурбулон      | Франция              |
| Миссия невыполнима: Финальная расплата          | Mission: Impossible — The Final Reckoning | Кристофер Маккуорри  | США                  |
| Цвета времени                                   | La venue de l’avenir                      | Седрик Клапиш        | Франция              |
| Рай и ад                                        | Highest 2 Lowest                          | Спайк Ли             | США · Япония         |
| Самая богатая женщина в мире (QP)               | La femme la plus riche du monde           | Тьерри Клифа         | Франция · Бельгия    |
| Уехать однажды (фильм открытия фестиваля) (CdO) | Partir un jour                            | Амели Боннен         | Франция              |
| Частная жизнь                                   | Vie privée                                | Ребекка Злотовски    | Франция              |
| «Полуночные показы»                             |                                           |                      |                      |
| Выход 8                                         | 8番出口                                   | Гэнки Кавомура       | Япония               |
| Дэллоуэй                                        | Dalloway                                  | Янн Гозлан           | Франция · Бельгия    |
| Король-Солнце                                   | Le Roi Soleil                             | Венсан Маэль Кардона | Франция              |
| Милая, не надо!                                 | Honey Don’t!                              | Итан Коэн            | США · Великобритания |
| Сыновья неоновой ночи                           | 風林火山                                  | Джуно Мак            | Гонконг · Китай      |

(CdO) обозначает дебютный фильм режиссёра, участвующий в конкурсе «Золотая камера».
(QP) обозначает фильм, участвующий в конкурсе «Квир-пальмы».

### «Каннские премьеры»
Следующие фильмы были отобраны для показа в секции «Каннские премьеры»:
| Название                            | Оригинальное название              | Режиссёр             | Страна                                          |
| ----------------------------------- | ---------------------------------- | -------------------- | ----------------------------------------------- |
| Амрум                               | Amrum                              | Фатих Акин           | Германия                                        |
| Волна (QP)                          | La ola                             | Себастьян Лелио      | Чили                                            |
| Все её бывшие                       | Splitsville                        | Майкл Анджело Ковино | США                                             |
| Исчезновение Йозефа Менгеле         | Das Verschwinden des Josef Mengele | Кирилл Серебренников | Германия · Франция · Великобритания · Испания   |
| Коннемара                           | Connemara                          | Алекс Лютц           | Франция                                         |
| Любовный суд                        | 恋愛裁判                           | Кодзи Фукада         | Япония · Франция                                |
| Любовь, которая осталась            | Ástin Sem Eftir Er                 | Хлинюр Паульмасон    | Исландия · Дания · Франция · Финляндия · Швеция |
| Магеллан                            | Magalhães                          | Лав Диас             | Филиппины · Испания · Португалия                |
| Оруэлл: Дважды два равно пяти (ŒdO) | Orwell: 2+2=5                      | Рауль Пек            | Франция · США                                   |

(ŒdO) обозначает документальный фильм, участвующий в конкурсе «Золотой глаз».
(QP) обозначает фильм, участвующий в конкурсе «Квир-пальмы».

### «Специальные показы»
Следующие фильмы были отобраны для показа в секции «Специальные показы»:
| Название                                               | Оригинальное название                    | Режиссёр                   | Страна                                        |
| ------------------------------------------------------ | ---------------------------------------- | -------------------------- | --------------------------------------------- |
| Bono: История примирения (ŒdO)                         | Bono: Stories of Surrender               | Эндрю Доминик              | Австралия · США                               |
| Маленькая Амели (CdO)                                  | Amélie et la Métaphysique des Tubes      | Майли Валад и Лиан-Чо Хань | Франция                                       |
| Арко (CdO)                                             | Arco                                     | Уго Бьянвеню               | Франция                                       |
| Кто сияет в битве (CdO)                                | Qui Brille au Combat                     | Жозефин Жапи               | Франция                                       |
| Мама (CdO)                                             | Mama                                     | Ор Синай                   | Израиль                                       |
| Великолепная жизнь Марселя Паньоля                     | Marcel et Monsieur Pagnol                | Сильвен Шоме               | Франция · Канада · Бельгия · Люксембург · США |
| Один на шесть миллиардов (ŒdO)                         | The Six Billion Dollar Man               | Юджин Джареки              | США · Германия · Франция                      |
| Скажите ей, что я её люблю                             | Dites-lui que je l’aime                  | Роман Боринже              | Франция                                       |
| Дань уважения Пьеру Ришару                             |                                          |                            |                                               |
| Человек, который видел медведя, который видел человека | L’Homme qui a vu l’ours qui a vu l’homme | Пьер Ришар                 | Франция                                       |

(CdO) обозначает дебютные фильмы режиссёров, участвующие в конкурсе «Золотая камера».
(ŒdO) обозначает документальные фильмы, участвующие в конкурсе «Золотой глаз».

### Конкурс короткометражных фильмов
Из 4781 заявки для участия в конкурсе короткометражных фильмов были отобраны следующие 9 игровых и 2 анимационных проекта:
| Название                 | Оригинальное название         | Режиссёр                              | Страна                                   |
| ------------------------ | ----------------------------- | ------------------------------------- | ---------------------------------------- |
| Агапито                  | Agapito                       | Арвин Белармино и Кайла Данель Ромеро | Филиппины                                |
| Али                      | Ali                           | Аднан Аль Раджив                      | Бангладеш                                |
| Аргументы в пользу любви | Disputes en Faveur de l’Amour | Габриэль Абрантеш                     | Франция · Португалия                     |
| Грифы                    | Aasvoëls                      | Диан Вейс                             | ЮАР                                      |
| Девушка из воды          | Fille de l’Eau                | Сандра Демазьер                       | Франция                                  |
| Лили                     | 女孩                          | Ло Чжаогуан и Ляо Шухань              | Китай                                    |
| Одиночество ящериц       | A Solidão dos Lagartos        | Инес Нунес                            | Португалия                               |
| Проклятие                | Dammen                        | Грегуар Гресслен                      | Франция                                  |
| Сверхчувствительность    | Hypersensible                 | Мартин Фруассар                       | Канада                                   |
| Спектакль                | The Spectacle                 | Балинт Кеньереш                       | Венгрия                                  |
| Я рад, что ты уже мёртв  | I’m Glad You’re Dead Now      | Тауфик Бархом                         | Государство Палестина · Франция · Греция |

### Cinefondation
Программа Cinefondation в основном рассматривает фильмы, созданные студентами различных киношкол. Каннский кинофестиваль выделяет грант в размере € 15 000 обладателю Первой премии, € 11 250 обладателю Второй премии и € 7500 лауреату Третьей премии. Для участия в конкурсе было отобрано 13 игровых и 3 анимационных фильма:
| Название                   | Оригинальное название        | Режиссёр                  | Учебное заведение                                          | Страна           |
| -------------------------- | ---------------------------- | ------------------------- | ---------------------------------------------------------- | ---------------- |
| Бимо                       | Bimo                         | Умниа Анаде               | CinéFabrique                                               | Франция          |
| Глиняная кукла             | A Doll Made Up of Clay       | Кокоб Гебрехавериа Тесфай | Институт кино и телевидения имени Сатьяджита Рая           | Индия            |
| Зима в марте               | Winter in March              | Наталья Мирзоян           | Эстонская академия художеств                               | Эстония          |
| Знаменосец                 | 升旗手                       | Цюй Чжичжэн               | Пекинская киноакадемия                                     | Китай            |
| Может, в марте             | Maske i Marts                | Миккель Бьорн Кехлерт     | Super16                                                    | Дания            |
| Молниеотвод                | Matalapaine                  | Хельми Доннер             | Университет Аалто                                          | Финляндия        |
| Молоко и печенье           | Fursecuri si Lapte           | Андрей Таше-Кодреану      | Национальный университет театра и кино «И. Л. Караджале»   | Румыния          |
| Моя бабушка — парашютистка | My Grandmother is a Skydiver | Полина Поддубная          | Киноуниверситет Бабельсберг имени Конрада Вольфа           | Германия         |
| Первое лето                | 첫여름                       | Хо Гаён                   | KAFA                                                       | Республика Корея |
| Поговори со мной           | Talk Me                      | Джокар Ханна              | Нью-Йоркский университет                                   | США              |
| Птица изнутри              | O Pássaro de Dentro          | Лаура Анахори             | Школа искусств при Португальском католическом университете | Португалия       |
| Рыжий мальчик              | ジンジャーボーイ             | Мики Танака               | ENBU Seminar                                               | Япония           |
| Страна снов                | Le Continent Somnambule      | Жюль Весиго-Валь          | Ля Феми                                                    | Франция          |
| Три                        | Tres                         | Хуан Игнасио Себальос     | Fundación Universidad del Cine                             | Аргентина        |
| Эфир                       | Ether                        | Вида Скерк                | Национальная школа кино и телевидения                      | Великобритания   |
| Эхо колдуньи               | Per Bruixa i Merzinera       | Марк Камардонс            | ESCAC                                                      | Испания          |

### «Каннская классика»
Фильмом открытия секции «Каннская классика» станет отреставрированная версия классического немого комедийного фильма Чарли Чаплина «Золотая лихорадка», отмечающего в 2025 году 100 лет с момента выхода, а 23 мая секцию закроет 4K-версия классической эпической ленты Стэнли Кубрика «Барри Линдон». Для показа были отобраны следующие фильмы:
| Название                                            | Оригинальное название               | Режиссёр                     | Страна                                |
| Отреставрированные копии                            | Отреставрированные копии            | Отреставрированные копии     | Отреставрированные копии              |
| --------------------------------------------------- | ----------------------------------- | ---------------------------- | ------------------------------------- |
| Арка (1968)                                         | 董夫人                              | Тонг Шу Шуен                 | Гонконг                               |
| Барри Линдон (1974) (фильм закрытия программы)      | Barry Lyndon                        | Стэнли Кубрик                | Великобритания · США                  |
| Вкус солнечного света (1999)                        | Sunshine                            | Иштван Сабо                  | Германия · Венгрия · Австрия · Канада |
| Гонка (1974)                                        | La Course en tête                   | Жоэль Сантони                | Франция · Бельгия                     |
| Девушки (1978)                                      | ගැහැණු ළමයි                             | Сумитра Перьес               | Шри-Ланка                             |
| Дни и ночи в лесу (1970)                            | Aranyer Din Ratri                   | Сатьяджит Рай                | Индия                                 |
| Догма (1999)                                        | Dogma                               | Кевин Смит                   | США                                   |
| Жалованье (1962)                                    | La Paga                             | Чиро Дюран                   | Колумбия · Венесуэла                  |
| За пределами забвения                               | Más allá del olvido                 | Уго дель Карриль             | Аргентина                             |
| Звёзды (1959)                                       | Sterne                              | Конрад Вольф                 | ГДР · Болгария                        |
| Золотая лихорадка (1925) (фильм открытия программы) | The Gold Rush                       | Чарли Чаплин                 | США                                   |
| Круто сваренные (1992)                              | 辣手神探                            | Джон Ву                      | Гонконг                               |
| Магирама (1956)                                     | Magirama                            | Абель Ганс и Нелли Каплан    | Франция                               |
| Мерлюсс (1935)                                      | Merlusse                            | Марсель Паньоль              | Франция                               |
| Один и два (2000)                                   | 一一                                | Эдвард Янг                   | Китайская Республика · Япония         |
| Плывущие облака (1955)                              | 浮雲                                | Микио Нарусэ                 | Япония                                |
| Пролетая над гнездом кукушки (1975)                 | One Flew Over the Cuckoo’s Nest     | Милош Форман                 | США                                   |
| Семья Саида Эффенди (1955)                          | Saïd Effendi                        | Камеран Хосни                | Ирак                                  |
| Сука любовь (2000)                                  | Amores perros                       | Алехандро Гонсалес Иньярриту | Мексика                               |
| World Cinema Project                                |                                     |                              |                                       |
| Хроника огненных лет (1975)                         | وقائع سنين الجمر                    | Мохаммед Лахдар-Хамина       | Алжир                                 |
| Трибьют-мероприятия                                 |                                     |                              |                                       |
| Красный каньон (1949)                               | Red Canyon                          | Джордж Шерман                | США                                   |
| Территория команчей (1950)                          | Comanche Territory                  | Джордж Шерман                | США                                   |
| Я тебя любил                                        | Moi qui t’aimais                    | Диана Кюрис                  | Франция                               |
| Документальные фильмы о кино                        |                                     |                              |                                       |
| -                                                   | Slauson Rec                         | Лео Льюис О’Нил              | США                                   |
| Быть Бу Видербергом (CdO) (ŒdO)                     | I Huvudet På                        | Йон Асп и Маттиас Норборг    | Швеция                                |
| Дэвид Линч: Тайна Голливуда (ŒdO)                   | David Lynch, une énigme à Hollywood | Стефан Гез                   | Франция                               |
| Моя мама Джейн (ŒdO)                                | My Mom Jayne                        | Маришка Харгитей             | США                                   |
| Следи за языком                                     | Dis pas de bêtises!                 | Венсан Гленн                 | Франция                               |
| Я еду в Виго (ŒdO)                                  | Para Vigo me voy                    | Лирио Феррейра и Карен Харли | Бразилия                              |
| Я люблю Перу (CdO) (ŒdO)                            | I Love Peru                         | Рафаэль Кёнар и Юго Давид    | Франция                               |

(CdO) обозначает дебютные фильмы режиссёров, участвующие в конкурсе «Золотая камера».
(ŒdO) обозначает документальные фильмы, участвующие в конкурсе «Золотой глаз».

### Cinéma de la Plage
В программу секции Cinéma de la Plage входят классические фильмы, отмечающие юбилей проекты и новые картины, премьера которых проходит на Plage Macé. Для показа в секции были отобраны следующие фильмы:
| Название                                         | Оригинальное название                 | Режиссёр        | Страна                   |
| ------------------------------------------------ | ------------------------------------- | --------------- | ------------------------ |
| Angel’s Egg (1985)                               | 天使のたまご                          | Мамору Осии     | Япония                   |
| Ангел                                            | Ange                                  | Тони Гатлиф     | Франция                  |
| Бардо                                            | Bardot                                | Ален Берлинер   | Франция · Бельгия        |
| Легенда о «Золотой пальмовой ветви»: Продолжение | La Légende de la Palme d’Or… Continue | Алексис Веллер  | Франция                  |
| Тайная жизнь (2019)                              | A Hidden Life                         | Терренс Малик   | США · Германия · Австрия |
| Отреставрированные копии                         |                                       |                 |                          |
| Бульвар Сансет (1950)                            | Sunset Boulevard                      | Билли Уайлдер   | США                      |
| Дорогая (1965)                                   | Darling                               | Джон Шлезингер  | Великобритания           |
| Дуэль под солнцем (1946)                         | Duel in the Sun                       | Кинг Видор      | США                      |
| Красный штрафной (1989)                          | Palombella Rossa                      | Нанни Моретти   | Италия                   |
| Круто сваренные (1992)                           | 辣手神探                              | Джон Ву         | Гонконг                  |
| Мелодия из подвала (1963)                        | Mélodie en sous-sol                   | Анри Вернёй     | Франция · Италия         |
| Удары судьбы (1961)                              | Les Mauvais Coups                     | Франсуа Летерье | Франция                  |

### Конкурс иммерсивного кино
Помимо девяти работ, отобранных для конкурса иммерсивного кино, вне конкурса будет представлено ещё семь картин. Все фильмы исследуют эволюцию медиа и проводят параллели между виртуальной реальностью, виртуальным производством, кинематографом и коллективным повествованием. Следующие проекты были отобраны для показа в секции:
| Название          | Оригинальное название    | Режиссёр                                          | Страна                            |
| В конкурсе        | В конкурсе               | В конкурсе                                        | В конкурсе                        |
| ----------------- | ------------------------ | ------------------------------------------------- | --------------------------------- |
| -                 | Beyond the Vivid Unknown | Джон Фицджеральд и Годфри Реджио                  | США                               |
| -                 | The Exploring Girl VR    | Каролин Поджи и Джонатан Винель                   | Франция · Греция                  |
| -                 | Fillos do Vento: A Rapa  | Брейс Ревальдерия и Мария Фернанда Ордоньес Морла | Испания · США                     |
| Из пыли           | From Dust                | Мишель ван дер Аа                                 | Нидерланды                        |
| -                 | In the Current of Being  | Камерон Костопулос                                | США · Франция                     |
| -                 | Lacuna                   | Марче Вегдам и Нинке Уитенга-Брёрен               | Нидерланды                        |
| -                 | Lili                     | Навид Хонсари                                     | США · Великобритания · Франция    |
| -                 | Taxi                     | Ямиль Родригес, Майкл Аркос и Стивен Хендерсон    | Великобритания                    |
| -                 | La Maison de Poupée      | Каролин Поджи и Джонатан Винель                   | Люксембург · Канада               |
| Вне конкурса      |                          |                                                   |                                   |
| -                 | Chez Moi                 | Виктория Якубова и Фредерик ле Луэ                | Франция                           |
| -                 | Trailblazer              | Элоиза Сингер                                     | Великобритания                    |
| В центре внимания |                          |                                                   |                                   |
| -                 | Battlefield              | Франсуа Вотье                                     | Франция · Люксембург · Бельгия    |
| -                 | Ceci est mon Coeur       | Николя Блие и Стефан Уэбе-Бли                     | Люксембург · Франция · Канада     |
| -                 | Floating with Spirits    | Хуанита Онзага                                    | Бельгия · Люксембург · Нидерланды |
| -                 | Ito Meikyu               | Борис Лаббе                                       | Франция · Люксембург              |
| -                 | Oto’s Planet             | Гвенаэль Франсуа                                  | Люксембург · Канада · Франция     |

## Официальные награды

### Основной конкурс
Следующие награды были представлены для вручения фильмам, участвовавшим в Основном конкурсе:
- Золотая пальмовая ветвь — «Простая случайность», реж. Джафар Панахи (Иран)
- Гран-при — «Сентиментальная ценность», реж. Йоаким Триер (Норвегия)
- Приз жюри:
  - «Сират», реж. Оливер Лаше (Испания, Франция)
  - «Звук падения», реж. Маша Шилински (Германия)
- Приз за лучшую режиссуру — «Секретный агент», реж. Клебер Мендонса Фильо (Бразилия, Франция)
- Специальный приз жюри — «Воскрешение», реж. Би Гань (Китай)
- Приз за лучшую женскую роль — Надя Меллити за фильм «Младшая Дерньер»
- Приз за лучшую мужскую роль — Вагнер Моура за фильм «Секретный агент»
- Приз за лучший сценарий — «Молодые матери», реж. братья Дарденн (Бельгия)

### Особый взгляд
- Гран-при — «Таинственный взгляд фламинго», реж. Диего Сеспедес (Чили)
- Премия жюри — «Поэт», реж. Симон Меса Сото (Колумбия)
- Премия за лучшую режиссуру — «Однажды в Газе», реж. Тарзан и Араб Нассеры (Палестина)
- Призы за лучшую роль:
  - Фрэнк Диллейн за фильм «Беспризорник»
  - Клео Диара за фильм «Смех и нож»
- Премия за лучший сценарий — «Седло», реж. Гарри Лайтон (Великобритания)

### Почетная «Золотая пальмовая ветвь»
- Роберт Де Ниро
- Дензел Вашингтон

### Золотая камера
- «Президентский торт», реж. Хасан Хади (Ирак)
  - Особое упоминание — «Тень моего отца», реж. Акинола Дэвис (Великобритания)

### Конкурс короткометражных фильмов
- «Я рад, что ты уже мёртв», реж. Тауфик Бархом (Палестина)
  - Особое упоминание — «Али», реж. Аднан Аль Раджив (Бангладеш)

### Синефондасьон
- Первый приз — «Первое лето», реж. Хо Гаён (Республика Корея)
- Второй приз — «Знаменосец», реж. Цюй Чжичжэн (Китай)
- Третий приз:
  - «Рыжий мальчик», реж. Мики Танака (Япония)
  - «Зима в марте», реж. Наталья Мирзоян (Эстония)

### Конкурс иммерсивного кино
- «Из пыли», реж. Мишель ван дер Аа (Нидерланды)